# Дугокљуни пузић
Дугокљуни пузић (лат. Certhia brachydactyla) је мала птица певачица која се налази у шумама широм већег дела топлијих региона Европе и у северној Африци. Генерално има јужнију распрострањеност од друге европске врсте пузића, краткокљуног пузића, са којим се лако може помешати тамо где се оба јављају. Дугокљуни пузић има тенденцију да преферира листопадно дрвеће и ниже надморске висине од свог рођака у овим преклапајућим подручјима. Иако је углавном станарица, луталице су се појавиле ван подручја гнежђења.
Дугокљуни пузић је један од групе од четири веома сличне холарктичких пузића, укључујући и блиско сродног северноамеричког америчког пузића (Certhia americana), и има пет подврста које се разликују по изгледу и песми. Као и други пузићи, дугокљуни пузић је неупадљиво смеђег перја одозго, а беличастог одоздо, има закривљени кљун и круто репно перје. Становник је шума широм свог подручја и гнезди се у пукотинама дрвећа или иза љуски коре, полажући око шест јаја. Ова уобичајена, неопрезна, али неупадљива врста храни се углавном инсектима које лови са дебла док се пење кратким скоковима.

## Таксономија
Дугокљуног пузића први је описао Кристијан Лудвиг Брем 1820. године. Биномно име је изведено из грчког; kerthios је мала птица која живи на дрвећу коју су описали Аристотел и други, а brachydactyla потиче од brakhus, „кратак“ и dactulos „прст“, што се односи, као и енглеско име, на чињеницу да ова врста има краће прсте од краткокљуног пузића.
Ова врста је једна из групе веома сличних врста пузића, све смештене у један род Certhia. Тренутно је препознато девет врста, у две еволутивне линије, холарктичкој радијацији и сино-хималајској групи јужно и источно од Хималаја. Прва група има песму која је цвркутавија, увек (осим код Certhia familiaris из Кине) почиње или се завршава продорним "шри". Хималајске врсте, насупрот томе, имају бржи трил без звука "шри". Дугокљуни пузић припада северној групи, заједно са северноамеричким америчким пузићем (Certhia americana), караткокљуним пузићем (Certhia familaris), из умерене Евроазије, и хоџсоновим пузићем (Certhia hodgsoni), са јужног обода Хималаја.

### Подврстe
Постоји пет подврста дугокљуног пузића, које су све веома сличне и често се мешају у подручјима где се њихови ареали преклапају. Постоји општа клина у изгледу од запада ка истоку широм Европе, где горњи делови постају тамнији и хладније смеђи. 
Тренутно признате подврсте су:
| Подврста                                           | Ареал | Напомене |
| -------------------------------------------------- | --- | --- |
| Certhia brachydactyla megarhynchос (Brehm, 1831)   | Каналска острва и западна Европа у северозападној Шпанији, западној и северној Француској, Белгији, Холандији и западној Немачкој.          | Западне птице су блеђе и риђкастије од оних даље на истоку.                                                                           |
| Certhia brachydactyla brachydactyla (Brehm, 1820)  | Континентална Европа источније од Certhia brachydactyla megarhynchос, Сицилија и Крит.                                                      | Номинована подврста; тамнија и хладније смеђа одозго и јасније бело пругаста одоздо него Certhia brachydactyla megarhynchос           |
| Certhia brachydactyla mauritanica (Witherby, 1905) | Северна Африка, Мароко (јужно од средњег и високог Атласа), Алжир (јужно од Сахарског Атласа и планинског венца Орес) и северозападни Тунис | Тамнији и хладније смеђи горњи делови тела и опширније жућкасто-смеђи доњи делови тела него код номинованих подврста. Другачија песма |
| Certhia brachydactyla dorotheae (Hartert, 1904)    | Кипар и Крит | Сивљи горњи делови и чистији бели доњи делови него код номиноване подврсте. Другачија песма                                           |
| Certhia brachydactyla harterti (Hellmayr, 1901)    | Мала Азија и Кавказ | Слично као Certhia brachydactyla megarhynchos, али горњи делови су тамније риђе боје                                                  |

## Опис
Све пузићи су слични по изгледу, мале су птице са пругастим и пегавим смеђим горњим делом тела, риђкастим задњим деловима и беличастим доњим делом тела. Имају дуге закривљене кљунове и дугачка крута репна пера која им пружају потпору док се пењу уз стабла дрвећа тражећи инсекте.
Дугокљуни пузић је дугачак 12,5 цм и тежак 7,5-11г. Има тупо сиво-смеђе горње делове тела са замршеним шарама црне, жућкасте и беле боје, слаб прљаво беличасти суперцилијум и прљаве доње делове тела који су у контрасту са белим грлом. Полови су слични, али младунци имају беличасте доње делове тела, понекад са жућкастим стомаком.
Оглашавање ове врсте је понављајући продоран звук "тит... тит тит-тит", а песма номиниване подврсте је равномерно распоређени низ нота "тит-тит-тит-е-рои-тиит". Постоје извесне географске варијације; песма птица из Данске је краћа, песма кипарске подврсте је веома кратка и једноставна, а северноафричка верзија је нижег тона. Европске птице не реагују на последње две варијанте песме.
Дугокљуни пузић дели велики део свог ареала са краткокљуним пузићем. У поређењу са дугокљуним пузићем, ова птица је беља одоздо, топлија и пегавија одозго, и има бељи суперцилијум и нешто краћи кљун. Међутим, идентификација видом може бити немогућа за слабо обележене птице. Птице које се оглашавају се обично могу препознати, јер краткокљуни пузић има препознатљиву песму састављену од цвркута, таласа и завршног звиждука и „шри“ позива који дугокљуни пузић ретко испушта; међутим, познато је да обе врсте певају песме других врста. Чак и у руци, иако дугокљуни пузић обично има дужи кљун и краће прсте, 5% птица се не може сигурно препознати.
Амерички пузић никада није забележен у Европи, али би га било тешко разликовати од дугокљуног пузића, на кога веома личи по изгледу. Његово оглашавање је сличније оглашавању краткокљуном пузићу, али лутајућег америчког пузића можда и даље није могуће са сигурношћу идентификовати с обзиром на сличности између ове три врсте.

## Распрострањеност и станиште
Дугокљуни пузић се гнезди у умереним шумама широм Европе од Португала до Турске и Грчке, као и у северозападној Африци. Преферира одрасло дрвеће, посебно храст и избегава чисте састојине четинара . Тамо где дели свој европски ареал са краткокљуним пузићем, ова друга врста се углавном налази у четинарским шумама и на већим надморским висинама.
Обично се налази у низијама, али се локално гнезди на надморској висини до 900 м у Немачкој, 1.800 м у Француској и 1.400 м у Швајцарској. У Турској и Северној Африци је планинска врста. Подручја гнежђења имају јулске изолиније између 17-18 °C и 26 °C
Дугокљуни пузић је у суштини немиграторна врста, али њено расељавање након гнежђења може довести до лутања ван нормалног опсега. Јављала се као луталица у Енглеској, Шведској, Литванији и на Балеарским острвима. Три птице на Корзици 1969. године изгледа да су припадале северноафричкој подврсти Certhia brachydactyla mauritanica.

## Понашање и екологија

### Гнежђење
Дугокљуни пузић гнезди се у пукотинама дрвећа или иза љуски коре. Такође се користе стара гнезда детлића, пукотине у зградама или зидовима, као и вештачке кутије за гнездо.
Гнездо често има гломазну основу од гранчица, борових иглица, траве или коре и облогу од финијег материјала као што су перје, вуна, маховина, лишајеви или паукова мрежа. Јаја се полажу између априла и средине јуна, типично гнездо има 5-7 јаја. Бела су са љубичасто-црвеним мрљама, 15,6 x 12,2 мм величине. Јаја инкубира сама женка 13-15 дана док се не излегу птићи чучавци пахуљастог изгледа; затим их хране оба родитеља, али их женка сама одлежава још 15-18 дана док птићи не оперјају. Дугокљуни пузић често подиже друго легло. Мужјак почиње да гради ново гнездо док женка још увек храни прво легло, а када птићи напуне 10-12 дана, он преузима дужност храњења док женка завршава ново гнездо.
Шпанска студија сугерише да фрагментација шума негативно утиче на број присутних дугокљуних пузића, као што је случај и са краткокљуним пузићем. Врсте које зависе од релативно оскудних ресурса, као што су стабла дрвећа, насељавају само веће шуме, док су оне попут сеница и ватроглавих краљића које експлоатишу обилне, свеприсутне ресурсе равномерно распоређене по шумама свих величина.

### Храњење
Дугокљуни пузић обично тражи храну које има порекло бескичмењака на стаблима дрвећа, почевши од подножја дрвета и спирално се крећући узбрдо користећи чврста репна пера за ослонац. За разлику од бргљеза, не силази са дрвећа главом напред, већ лети до подножја другог оближњег дрвета. Користи свој дугачак, танак кљун да извуче инсекте и пауке из пукотина у кори. Иако се обично налази на дрвећу, повремено се храни на зидовима или на земљи, или међу опалим боровим иглицама. Може додати мало семења својој исхрани током хладнијих месеци.

### Навике
Као мала шумска птица са криптичним перјем и тихим оглашавањем, дугокљуни пузић се лако може превидети док скаче попут миша уз вертикално дебло, крећући се кратким скоковима, користећи свој крут реп и широко раширена стопала као ослонац. Ипак, није опрезан и углавном је равнодушан према присуству људи. Има карактеристичан неправилан и таласасти лет, наизменично лепршајући крилима попут лептира са бочним клизањима и превртањима. Зими је усамљен, али по хладном времену до двадесет или више птица ће се заједно сместити у одговарајућу заштићену пукотину или у формацији звезда испод стреха зграда.

## Статус
Ова врста има широк распон између 1-10 милиона квадратних километара. Има велику популацију, процењену на између 4.1-14 милиона јединки. Трендови популације нису квантификовани, али се верује да се врста не приближава праговима за критеријум смањења популације Црвене листе IUCN (смањење за више од 30% за десет година или три генерације). Из тих разлога, краткопрсти пузавац је оцењен као најмање угрожени таксон.
Дугокљуни пузић је уобичајен је на већем делу свог ареала, али је ретка на Кавказу и на мањим Каналским острвима. На западу свог ареала шири се на север кроз Данску, где се први пут гнездила 1946. године.